# Lappula physacantha
Lappula physacantha är en strävbladig växtart som beskrevs av Goloskokov. Lappula physacantha ingår i släktet piggfrön, och familjen strävbladiga växter. Inga underarter finns listade i Catalogue of Life.